# Dragutin Čelić
Dragutin Čelić (Imoschi, 19 agosto 1962) è un allenatore di calcio ed ex calciatore croato, di ruolo centrocampista.

## Carriera

### Giocatore

#### Club
Iniziò la carriera agonistica a Salona per poi, dopo poche stagioni, trasferirsi a Spalato. Con l'Hajduk Spalato esordì il 20 marzo 1983 nella partita di campionato giocatasi contro il Sarajevo. Con i Majstori s mora vinse diverse Coppe di Jugoslavia tra cui da capitano sollevò quella del 1986-1987 vinta in finale con i connazionali del Rijeka. Dopo 284 partite ufficiali e 27 reti con il club spalatino si trasferì in Germania tra le file dell'Hertha Berlino.

#### Nazionale
Esordì con la nazionale il 17 ottobre 1990 nella prima partita ufficiale dei Vatreni, tenutasi a Zagabria contro gli Stati Uniti d'America. L'ultima partita con la nazionale la giocò subentrando nel 1993 contro l'Ucraina. Vestì la maglia della nazionale per un totale di tre partite.

## Statistiche

### Cronologia presenze e reti in nazionale
| Cronologia completa delle presenze e delle reti in nazionale ― Croazia | Cronologia completa delle presenze e delle reti in nazionale ― Croazia | Cronologia completa delle presenze e delle reti in nazionale ― Croazia | Cronologia completa delle presenze e delle reti in nazionale ― Croazia | Cronologia completa delle presenze e delle reti in nazionale ― Croazia | Cronologia completa delle presenze e delle reti in nazionale ― Croazia | Cronologia completa delle presenze e delle reti in nazionale ― Croazia | Cronologia completa delle presenze e delle reti in nazionale ― Croazia |
| Data                                                                   | Città                                                                  | In casa                                                                | Risultato                                                              | Ospiti                                                                 | Competizione                                                           | Reti                                                                   | Note                                                                   |
| ---------------------------------------------------------------------- | ---------------------------------------------------------------------- | ---------------------------------------------------------------------- | ---------------------------------------------------------------------- | ---------------------------------------------------------------------- | ---------------------------------------------------------------------- | ---------------------------------------------------------------------- | ---------------------------------------------------------------------- |
| 17-10-1990                                                             | Zagabria                                                               | Croazia                                                                | 2 – 1                                                                  | Stati Uniti                                                            | Amichevole                                                             | -                                                                      |                                                                        |
| 22-12-1990                                                             | Fiume                                                                  | Croazia                                                                | 2 – 0                                                                  | Romania                                                                | Amichevole                                                             | -                                                                      | 66’                                                                    |
| 25-6-1993                                                              | Zagabria                                                               | Croazia                                                                | 3 – 1                                                                  | Ucraina                                                                | Amichevole                                                             | -                                                                      | 75’                                                                    |
| Totale                                                                 |                                                                        | Presenze                                                               | 3                                                                      |                                                                        | Reti                                                                   | 0                                                                      |                                                                        |

## Palmarès
- Coppa di Jugoslavia: 3

Hajduk Spalato: 1983-1984, 1986-1987, 1990-1991